# Cladophyllus bousqueti
Cladophyllus bousqueti es una especie de coleóptero de la familia Lucanidae.

## Distribución geográfica
Habita en China y Birmania.